# Pelourinho de Rua (Baião)
O Pelourinho de Rua, ou Pelourinho de Teixeira, situa-se em Teixeira, na atual freguesia de Teixeira e Teixeiró, município de Baião, distrito do Porto, Portugal.
Está classificado como Imóvel de Interesse Público desde 1933.